# Hebeloma vinosophyllum
Hebeloma vinosophyllum är en svampart som beskrevs av Hongo 1965. Hebeloma vinosophyllum ingår i släktet fränskivlingar och familjen Strophariaceae.   Inga underarter finns listade i Catalogue of Life.